# Heptagenia sulphurea
Gul forsslända, Heptagenia sulphurea, är en dagsländeart som först beskrevs av Müller 1776.  Heptagenia sulphurea ingår i släktet Heptagenia, och familjen forsdagsländor.
Gul forsslända finns i sötvatten, i och vid små bäckar och större älvar med snabbt strömmande vatten och stenbotten.
Gul dagslända finns i sötvatten, i och vid små bäckar och större älvar med snabbt strömmande vatten och stenbotten.
Likt de festa dagsländor lever den större delen av sitt liv som larv och nymf.
Äggen läggs av honan direkt på vattenytan och sjunker då genast till botten. De kläckta nymferna lever av organiskt material, som alger eller nedbrutna växter, men även av andra mindre djur eller fiskägg.
Gul forsslända tillhör gruppen insekter med ofullständig metamorfos, vilket betyder att den inte har ett puppstadium mellan nymfstadiet utan istället genomgår ett "dagsländestadium" (imago). Flugfiskare kallar detta stadium för "dun" (engelska) då de ofta imiterar detta stadium vid flugtillverkning. Den gula forssländans illgula imago som gett sländan dess namn har traditionellt undvikits av flugbindare då det ansetts att fisken skyr dem. Idag har man dock sett att fiskar tar de gula sländorna under vissa omständigheter och de blir allt populärare att både binda och köpa.
De vuxna dagsländorna svärmar i juni och juli. De vuxna sländorna varken äter eller dricker och hanarna lever sällan mer än ett dygn.
Arten är sällsynt men reproducerande i Sverige.

## Heraldik
Inom den svenska kommunala heraldiken används den gula forsländan som motiv i Nykvarns kommunvapen från 1998 (registrerat av PRV 1998-12-18), då "forsslända förekommer i kommunen i sjön Yngern där den vittnar om sjöns goda vattenkvalité. I vanliga fall förekommer denna slända, som även framgår av namnet, i forsar där vattnet blir syrerikt."